# لی بونگ ریون
لی بونگ ریون (کره‌ای: 이봉련; زادهٔ لی جونگ اون، ۷ فوریه ۱۹۸۱) بازیگر اهل کره جنوبی است. او در فیلم‌ها و مجموعه‌های تلویزیونی به عنوان بازیگر مکمل ایفای نقش کرده‌است و به عنوان بازیگر تئاتر و موزیکال نیز کار کرده‌است. او به خاطر ایفای نقش در دهکده ساحلی چاچاچا و وکیل وو خارق‌العاده شناخته می‌شود.